# Тьонвиль-Эст
Тьонвиль-Эст или дословно Тьонвиль-восток (фр. Thionville-Est) — упразднённый в 2015 году округ (фр. Arrondissement) во Франции, один из округов в регионе Лотарингия (регион). Департамент округа — Мозель. Супрефектура — Тьонвиль. В 2015 году округ был объединён с округом Тьонвиль-Уэст (или дословно Тьонвиль-запад) в округ Тьонвиль.
Население округа на 2006 год составляло 134 836 человек. Плотность населения составляет 197 чел./км². Площадь округа составляет всего 686 км².

## Кантоны
До своего упразднения включал кантоны:
- Каттеном (центральное бюро - Каттеном)
- Мецервисс (центральное бюро - Мецервисс)
- Сьерк-ле-Бен (центральное бюро - Сьерк-ле-Бен)
- Тьонвиль-Эст (создан в 1984 году путём разделения кантона Тьонвиль)
- Тьонвиль-Уэст (создан в 1984 году путём разделения кантона Тьонвиль)
- Йюс (центральное бюро - Йюс) (выделен в 1967 году из кантона Тьонвиль)